# Преводница Мали Стапар
Предводница Мали Стапар се налази у истоименом насељу у општини Кула у Западнобачком округу и део је система Дунав-Тиса-Дунав. Преводница је технички објекат на Великом Бачком каналу у чијем се склопу налази некадашњи млин, а касније и мини хидро централа.

## Локација
Преводница Мали Стапар се налази у истоименом насељу, 5 км од села Сивца, чијој месној заједници припада и на 10 км низводно Великим Бачким каналом од Сомбора.
У периоду када је насеље основано, када је саграђена преводница, оно се убрзано развијало, пристаниште је стало примало бродове, млело се брашно, отварале кафане и продавнице и село је бројало 1.000 становника.
Данас је Мали Стапар типично паноноско село, са својих двадесетак кућа и једном улицом, у идиличном крајолику омеђеном облишњом шумом, каналом, уставом за бродове, млином.

## Историја
Преводница  је саграђена 1793. године за време грађења Великог бачког канала који се сматра претечом Хидросистема Дунав-Тиса-Дунав. Преводница је  једина у функцији од укупно 4 колико их је изграђено на Францовом каналу (назван именом Фрање II Хазбуршког), данас Велики Бачки канал.
Године 1872. је одавде започето и копање Малог бачког канала, дугог 78 километара.
Сем улоге да преводи бродове са једног на други ниво воде, преводнице су тада имале функцију царинарнице и места где се вршило наплаћивање такси и других дажбина за пролаз бродова.
Поред преводнице – подигнута је зграда техничке дирекције из које су пројектанти, браћа Јозеф и Габор Киш, надгледали изградњу Великог Бачког канала.

## Објекти у склопу преводнице Мали Стапар

### Преводница
Малостапарска преводница има двокрилне капије, првобитно направљене од храстовине које су крајем 19. века замејене гвозденим. У неколико наврата санирани су зидови од опеке.

### Зграда техничке дирекције
Зграда техничке дирекције, односно Управе за изградњу канала, тзв "двокатница" која се налази преко пута млина, изграђена је 1898. године. У згради је била дирекција све до 1920. године, када је пресељена у Сомбор.
Зграда је од тада била напуштена, да би била обновљена тек недавно, као и цео млин.

### Млин
Мало касније од изградње преводнице и зграде техничке дирекције, саграђен је и млин. 
Државана администрацја у Бечу дозволила је да се на преводницама граде млинови који за рад користе резлику у нивоу воде, те је у Малом Стапару изграђен први и највећи такав млин, на левој обали канала.
Од пет млинова изграђених на Великом бачком каналу сачуван је једино малостапарски, који је задржао изглед из 1848. године, кад је пуштен у погон. Млин је радио до 1976. године, кад је његов последњи закупац престао да меље жито.

### Хидроелектрана
Због висинске разлике која износи од 3 до 5 метара, постојали су услови за изградњу мале хидроелектране која је струјом напајала управну зграду, петоспратни млин и погоне за глазирање пиринча.

## Занимљивост
Постоје записи о посети аустоугарског цара Франца Јосипа 23. априла 1872. године када се почело са копањем новог канала. На месту где је цар означио почетак градње, генерал Иштван Тир је наредио да се постави споменик „Regina Pannonia“ - Краљица Панонија.
Староседеоци овај споменик зову "Царица" повезујући је са Маријом Терезијом и он се и данас налази на месту рачвања два канала. За њега су везане разне легенде. Једана је истинита. 
Године 1915-е Срби који су ту живели, у знак незадовољства према аустроугарској власти, везали су "Царицу" конопцима покушавајући да је сруше. Том приликом су са споменика откинули главу и бацили је у канал. Иако је тадашња актуелна аустроугарска власт обећала велику награду проналазачу царичине главе она до дан данас није пронађена.

## Културно-историјски споменик
Покрајински завод за заштиту споменика културе прогласило је цео Мали Стапар за културно-историјски споменик.

## Галерија
- Преводница Мали Стапар, Зграда млина
- Преводница Мали Стапар, Зграда млина
- Преводница Мали Стапар
- Преводница Мали Стапар
- Преводница Мали Стапар
- Преводница Мали Стапар
- Преводница Мали Стапар
- Преводница Мали Стапар, Зграда техничке дирекције